# Jens Møller (teolog)
Jens Møller, född den 19 mars 1779, död den 25 november 1833, var en dansk teolog och historiker.
Møller blev teologie kandidat 1800 och adjunkt vid latinskolan i Slagelse 1802. Hans avhandling Om den pragmatiske Histories rette Væsen, Brug og Misbrug (1806) belönades med Videnskabernes Selskabs guldmedalj, och 1808 utnämndes han till teologie professor. År 1813 blev han teologie doktor. Møller var som skriftställare mycket produktiv och mångsidig. En stor del av hans uppsatser inflöt i de av honom redigerade tidskrifterna "Theologisk Bibliothek" och "Nyt theologisk Bibliothek" (40 band, 1811-32) samt "Tidsskrift for Kirke og Theologi" (1832-33). Andra såväl estetiska som vetenskapliga uppsatser såg dagen i "Dansk Literaturtidende", vars redaktör Møller var sedan 1830. Bland hans historiska uppsatser kan nämnas de i "Mnemosyne" (4 band, 1830-33) intagna, behandlande Kristian VI och hans samtid, samt en mängd väl skrivna biografier, till en del offentliggjorda i den av Møller och Laurids Engelstoft utgivna "Historisk Kalender" (1814-17).

## Utmärkelser
- Riddare av Dannebrogorden,  1828[2]

[Redigera Wikidata]